# Estádio Kashima
O Estádio Kashima é um estádio localizado na cidade de Kashima, na provincia de Ibaraki, no Japão.
Inaugurado em maio de 1993, tem capacidade para 40 728 torcedores. Recebeu jogos da Copa das Confederações de 2001 e da Copa do Mundo de 2002. Recebeu também algumas partidas e a disputa do bronze feminino nos Jogos Olímpicos de Verão de 2020.
Atualmente é casa do time de futebol Kashima Antlers, da J-League.

## Jogos da Copa das Confederações de 2001
Grupo B
- 31 de Maio:  Brasil 2 - 0  Camarões
- 2 de Junho:  Canadá 0 - 0  Brasil
- 4 de Junho:  Brasil 0 - 0  Japão

## Jogos da Copa do Mundo de 2002
- 2 de Junho: Grupo F -  Argentina 1 - 0  Nigéria
- 5 de Junho: Grupo E -  Alemanha 1 - 1  Irlanda
- 8 de Junho: Grupo G -  Itália 1 - 2  Croácia